# Radio Guatapurí
Radio Guatapurí es una emisora radial de Valledupar, Cesar. La emisora tiene como lema, “lo que dice Guatapurí, todo el mundo lo cree”. Tiene cobertura sobre los departamentos del Cesar y La Guajira.

## Historia
Radio Guatapurí fue fundada el 30 de agosto de 1963 por los hermanos Régulo y Manuel Pineda con la potencia de un kilovatio en la frecuencia de 1.490 kilociclos. Fue la segunda emisora que se estableció en Valledupar después de Radio Valledupar, que fue fundada en 1957.
Entre los primeros periodistas, locutores y comunicadores que tuvo la emisora, estuvo Carlos Alberto Atehortúa, oriuendo de Manizales, quien llegó procedente de radiodifusora Nacional y Radio Continental (Todelar en Bogotá. Atehortúa popularizó "La Tribuna de Valledupar" desde donde fomentaba la cultura vallenata e hizo recurrente los comentarios del cantautor de vallenato Gustavo Gutiérrez Cabello y el pintor patillalero Jaime Molina.
Régulo Pineda Dávila, fue uno de los locutores que se estableció en la emisora y junto a su hermano Manuel Pineda Bastidas fueron los fundadores de Radio Guatapuri. Precidió los programas radiales La tribuna del Cesar,Sobremesa y Boleros, solamente boleros.
Desde 1967 la emisora ha realizado la cobertura del Festival de la Leyenda Vallenata año tras año. 
A mediados de la década de 1970, previo a obtener fama, el cantante Diomedes Díaz trabajó ocho meses como mensajero de la emisora.
En 1987, Pineda Davila y Pineda Bastidas vendieron la emisora a la asociación "Vallenatos Asociados", cuyos principales accionistas eran los hermanos Consuelo y Álvaro Araújo Noguera.
Álvaro Araújo Noguera, perdió su investidura de congresista en 1993 por una contratación de menor cuantía que hizo su emisora Radio Guatapurí con el Estado colombiano.
Desde 2004, Radio Guatapurí ha realizado algunas emisiones de los juegos del Valledupar Fútbol Club, cuando juegan de local.